# 班庫
班庫是一道迦納料理，為白色、平滑的麵團，由玉米粉和木薯粉以一定比例和水混合成生麵團後，經發酵後烹煮而成，常與湯、燉菜、辣椒醬與魚一起食用。這道菜特別盛行於迦納南部的埃維人、芬提人與加-阿丹格貝人部落中，在迦納其他地區也有人食用，是該國人的主食之一。

## 圖集

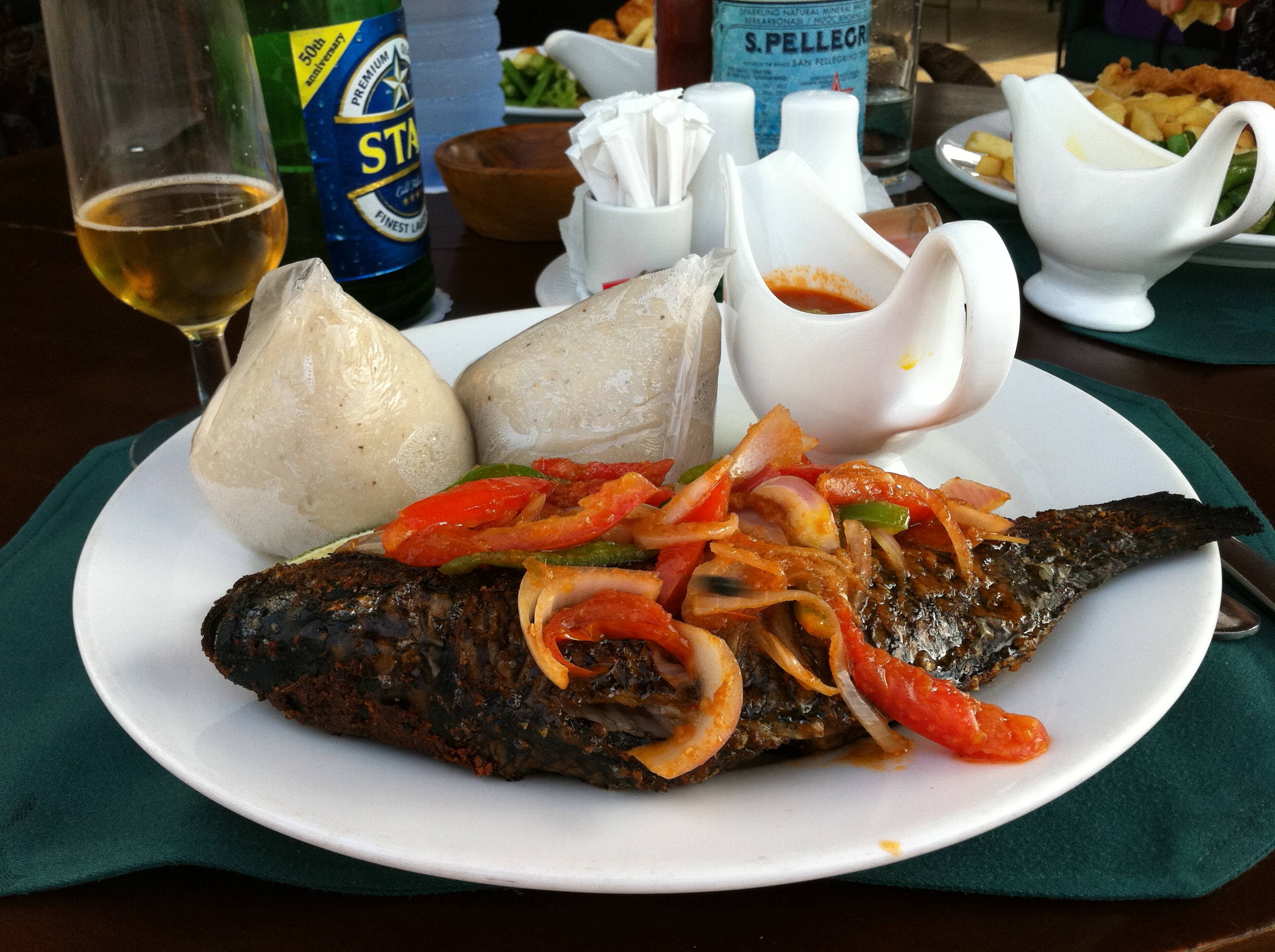
班庫與烤吳郭魚
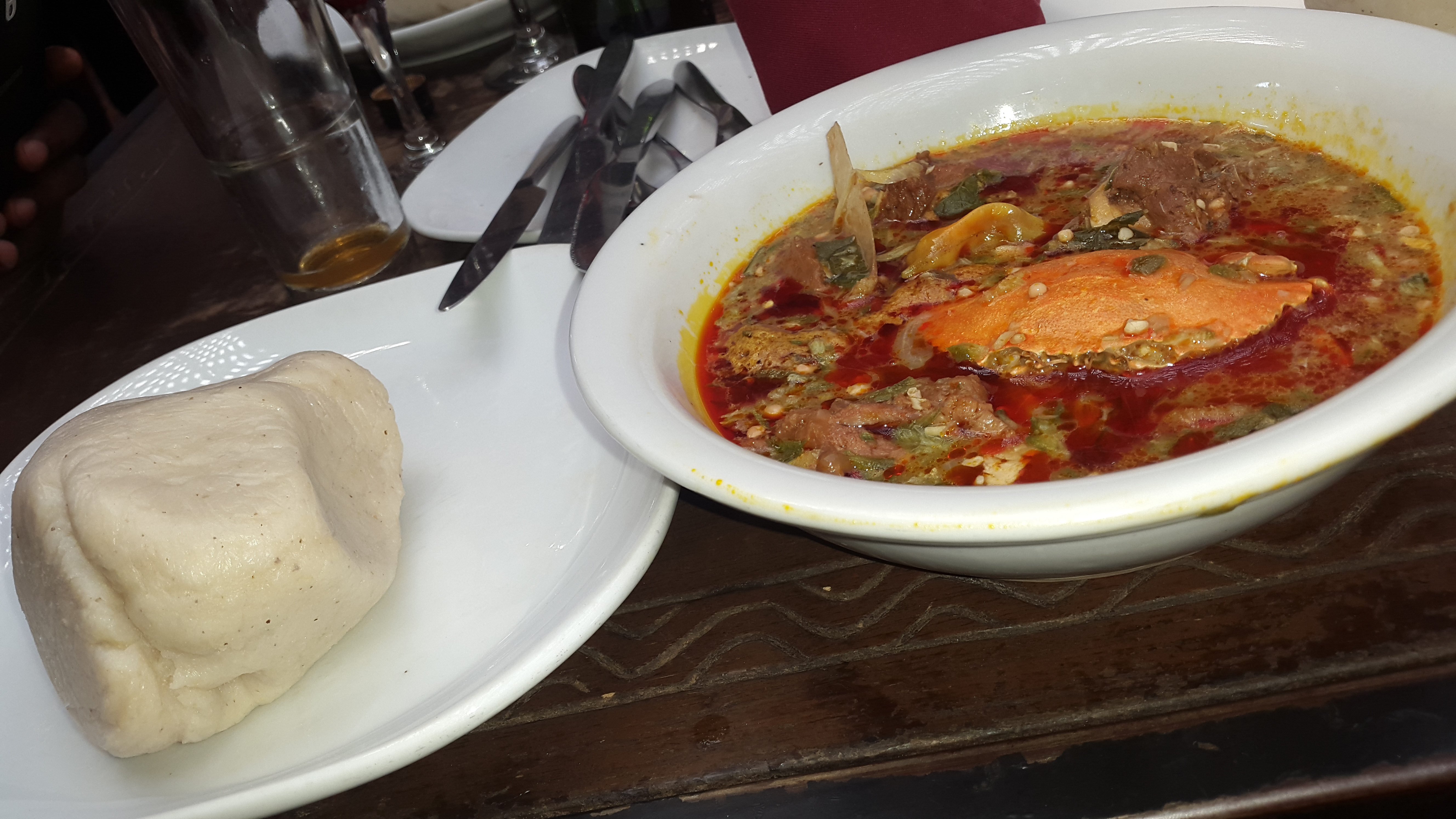
班庫與Okro stew
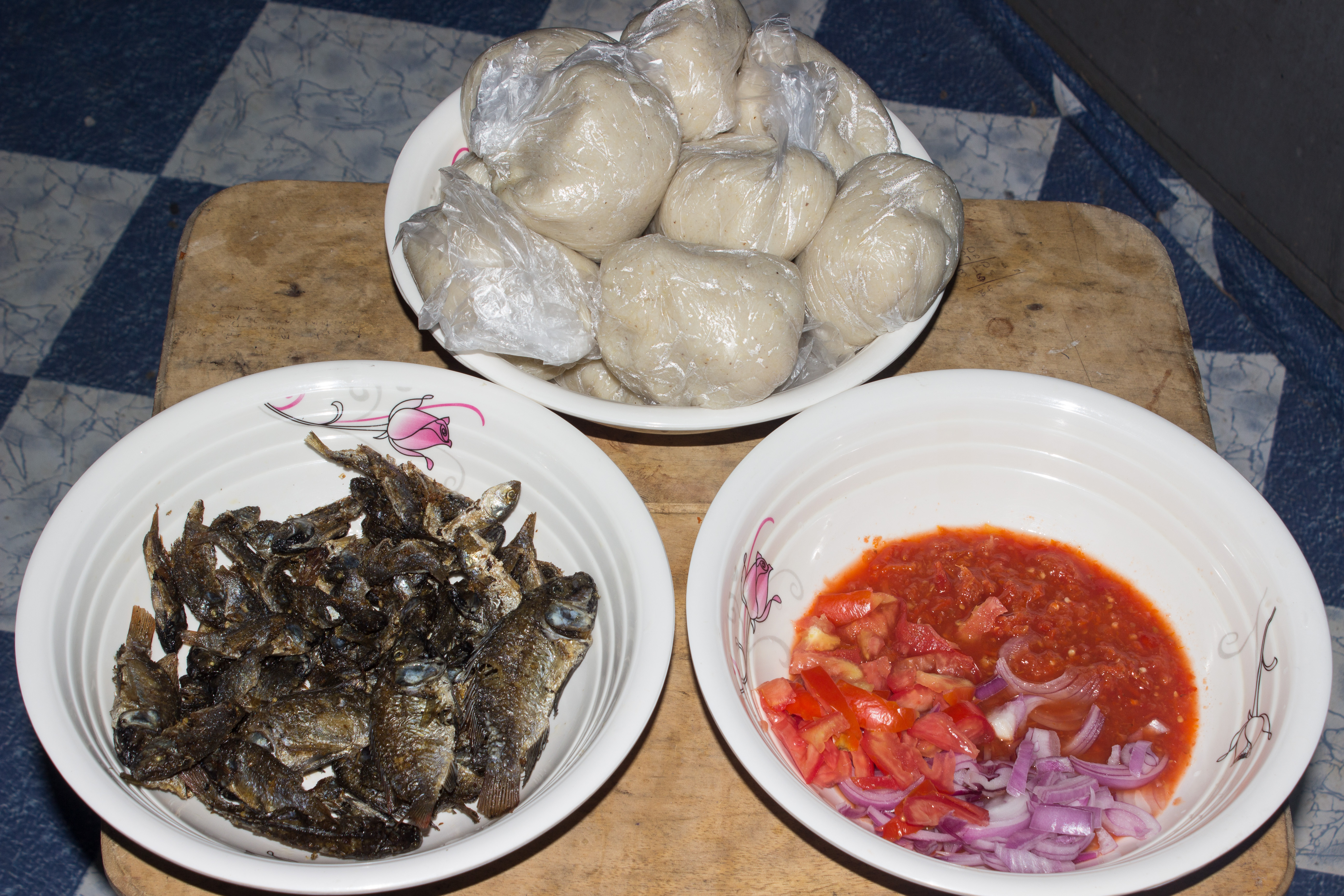
班庫與炸魚和辣椒